# سیاهچال

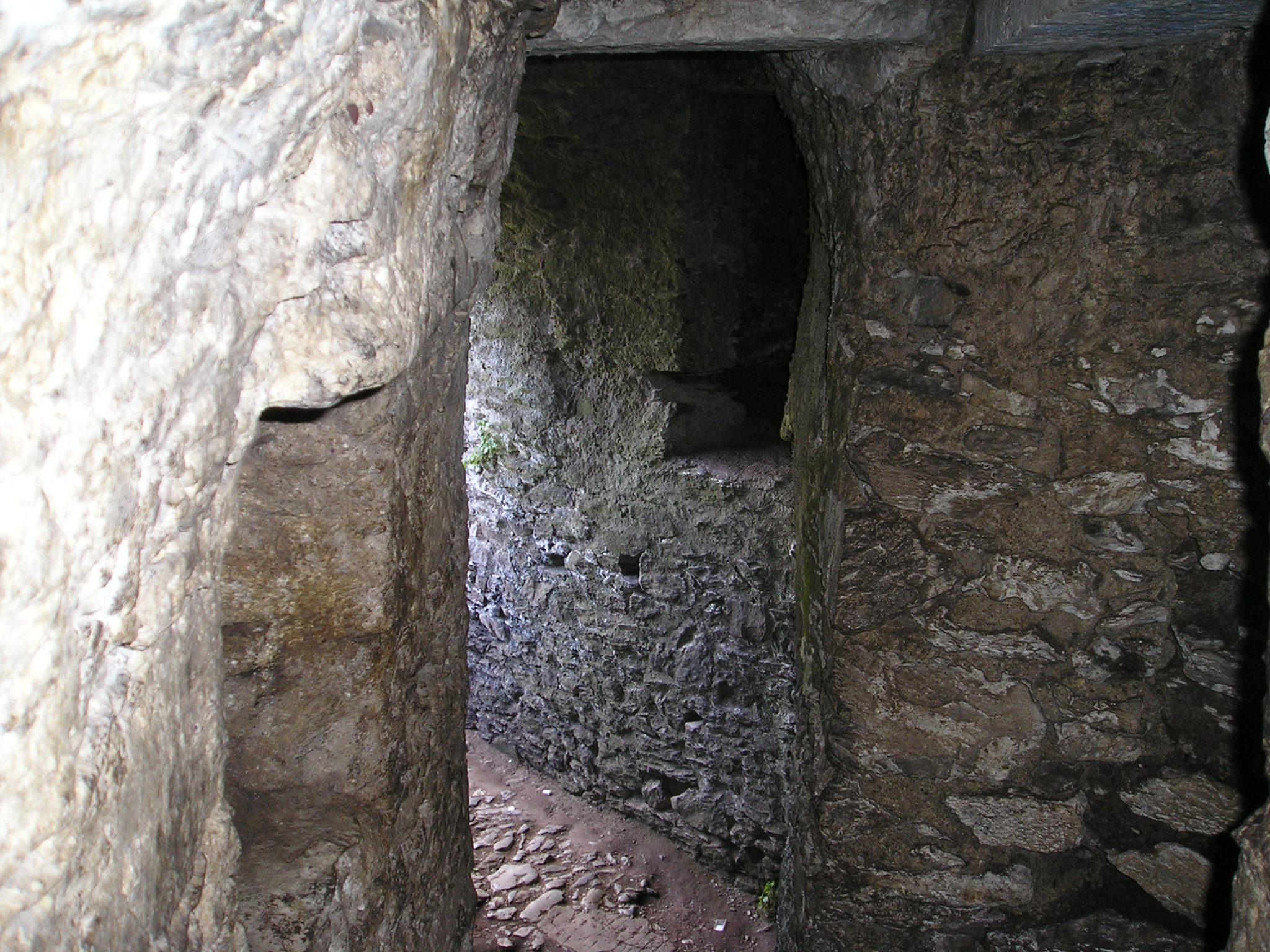
سیاهچال کاخ بلارنی، ایرلند.

سیاهچال محوطه یا اتاقی زیرزمینی است که در آن زندانیان را نگه می‌داشتند.
کلمه سیاهچال (dungeon)، از کلمه فرانسوی donjon گرفته شده است که در قرون وسطی، به مهمترین برج یک قلطعه اطلاق میشد. در آن دوران، سیاهچال، به مفهوم مکانی در زیر زمین برای نگهداری زندانیان، به آن صورت وجود نداشت و در دوران پسارنسانس بود که کلمه dungeon به معنای سیاهچال استعمال شد. در قرون وسطی، زندانی کردن افراد به منظور مجازات آنها امر متداولی نبود. زندانیان که اکثرا نجیب‌زاده بودند، در اطاقهایی در طبقات بالایی برجهای یک قلعه نگهداری میشدند و چون زندانیان ارزشمندی بودند و هدف از نگهداری آنها، دریافت مبالغی بالا در ازای آزادی‌شان بود، عمدتا در شرایط بدی به سر نمیبردند. 
در روزگار مصریان باستان و آشوریان از سیاهچال استفاده می‌شد و در شاهنشاهی ایران، امپراتوری روم و در میان یونانیان نیز کسانی که بزه‌های سنگین انجام داده‌بودند به سیاهچال افکنده می‌شدند.
از زندانیان معروف سیاهچال می‌توان به گریگور روشنگر اشاره کرد که مسیحیت را به ارمنستان آورد. گریگور فرزند آناک از خاندان ایرانی پارت بود که پس از کشته شدن پدرش، توسط دایه خود به بیزانس برده شد و بدین ترتیب در محیطی مسیحی پرورش یافت. گریگور همراه تیرداد سوم پسر خسرو پادشاه ارمنستان پس از مرگ خسرو، به قصد تصاحب تاج و تخت پدر به ارمنستان آمد. تیرداد پس از غلبه بر پادشاه ساسانی و تصرف ارمنستان، روزی همراه ملازمان خود از نیایشگاه آناهید دیدار کرد تا به اتفاق همراهان قوچ‌هایی قربانی کنند. هنگامی که نوبت گریگور رسید او از این کار خودداری ورزید و بدین ترتیب سبب خشم پادشاه شد. بدستور پادشاه گریگور را به سیاهچال خورویراپ، در دامنه کوه تاریخی آرارات انداختند. بنا به داستان‌های تاریخی گریگور مدت ۱۴ سال در این مکان زندان بود.
کلوویس، شاه فرانکی، در سال ۵۰۷ میلادی سیاهچال‌هایی در پاریس ساخت که از سطح رودخانه سن پایین‌تر قرار داشتند و به هنگام بالا آمدن آب، زندانیان سیاهچال غرق می‌شدند.
در سده‌های میانه در اروپا سیاهچال‌هایی نیز وجود داشت که متهمان را در آن‌ها می‌انداختند و دیگر کسی به آن‌ها سر نمی‌زد تا به مرور بمیرند.
پس از دوران رنسانس، سیاهچال‌ها متروک شدند و بازداشتگاه‌های امروزی به مرور جای آن‌ها را گرفتند.